# Monique Knol
Monique Knol (nascida em 31 de março de 1964) é uma ex-ciclista de estrada e pista holandesa. Knol conquistou duas medalhas olímpica (ouro e bronze) em Seul 1988 e Barcelona 1992, ambas na prova de estrada (individual).